# Raiffeisen Bank International
La Raiffeisen è  una banca cooperativa austriaca con interessi nell'Europa centrale e orientale, che prende il nome da Friedrich Wilhelm Raiffeisen, l'apostolo delle casse rurali in Germania e in Svizzera. La Raiffeisen Zentralbank, che era l'istituzione centrale del gruppo Raiffeisen Austria, venne fusa nel 2017 con la sua sussidiaria Raiffeisen Bank International.

## Storia
Durante l'anno 2006, il gruppo di RZB ha ottenuto i seguenti risultati: beni totali corrispondenti a € 110 miliardi (+17% dal 2005), profitti prima delle imposte di € 1,8 miliardi e dopo la tassazione di 1.6 miliardi (+90% e +130% rispettivamente) e un profitto consolidato di € 1,15 miliardi (+55%), indice di redditività del capitale proprio prima delle tasse 38% (+1%)
Il gruppo Raiffeisen ha 55.400 impiegati a tempo pieno distribuiti in circa 2.850 imprese, che servono oltre 11,7 milioni di clienti. Raiffeisen Zentralbank Österreich, fondata nel 1927, è l'istituzione centrale del gruppo bancario cooperativo. La proprietà della Zentralbank è di 8 banche regionali (chiamate Raiffeisen Landesbank), che a loro volta sono possedute da circa 550 local Raiffeisenbanks. È uno dei più grandi gruppi di operazioni bancarie nel paese, con uno stretto collegamento fra il gruppo finanziario del Raiffeisen e le cooperative rurali del Raiffeisen (cooperative dei coltivatori per i prodotti agricoli e relativi). I membri del Raiffeisen hanno interessi considerevoli nell'economia austriaca (costruzione, mezzi, assicurazione ecc.) e sono collegati alle organizzazioni del Raiffeisen in paesi come la Germania o la Svizzera.

## Raiffeisen internazionale
Precedentemente posseduta da Raiffeisen Zentralbank (la cui parte era del 70%), Raiffeisen International era l'azienda che coordinava le filiali di operazioni bancarie in quindici paesi della Europa centrale e dell'Europa orientale. Raiffeisen Zentralbank aveva filiali in molti paesi dell'Est, vale a dire Albania, Bielorussia, Bosnia ed Erzegovina, Bulgaria, Croazia, Repubblica Ceca, Ungheria, Moldavia, Polonia, Romania, Russia, Serbia, Kosovo, Slovacchia, Slovenia e Ucraina.

## Raiffeisen Landesbank
In Alto Adige opera come organizzazione autonoma, ma che si rifà molto alla filosofia del fondatore, la Raiffeisen Landesbank Südtirol che raggruppa cinquantuno casse rurali della provincia autonoma di Bolzano.